# 라이언 이골드
라이언 에골드(Ryan Eggold, 1984년 8월 10일 ~ )는 미국의 배우이다.

## 출연 작품
- 전혀아니다,별로아니다,가끔그렇다,항상그렇다 (2019)
- 블랙클랜스맨 (2018)
- 리트랠리, 라이트 비포 아론 (2017)
- 러브송 (2016)
- 배틀 스카스 (2015)
- 파더 앤 도터 (2015)
- 더 싱글 맘스 클럽 (2014)
- 엘리노어 릭비: 그남자 그여자 (2014)
- 센트 오브 어 우먼 (2013)
- 비사이드 스틸 워터스 (2013)
- B-사이드 (2013)
- 럭키 뎀 (2013)
- 엘리노어 릭비: 그 여자 (2013)
- 인투 더 다크 (2012)
- 리트랠리, 라이트 비포 아론 (2011)
- 러브 드라이브 (2011, Driving by Braille)
- 퀸 (2011)
- 퍼스트 데이트 (2010)
- 더트 (2007)

### 텔레비전
- 더 영 앤 더 레스트리스 (2007)
- 90210 (2008-11)
- 블랙리스트 (2013-17)
- 자유의 아들들 (2015, Sons of Liberty)
- 블랙리스트: 리뎀션 (2017, The Blacklist: Redemption)